# Istituto sindacale per la cooperazione allo sviluppo
L'Istituto sindacale per la cooperazione allo sviluppo (ISCOS) è un'organizzazione non governativa promossa dalla CISL fondata nel 1983 a Milano con l'obiettivo di promuovere azioni e programmi di cooperazione e solidarietà internazionale al fine di sostenere la pace, la democrazia, l'uguaglianza e il rispetto dei diritti umani.
A questi fini, le priorità che caratterizzano l’azione dell’ISCOS sono il sostegno alla libertà sindacale e al lavoro dignitoso lungo tutta la catena globale del valore, la promozione dei diritti delle donne, le azioni a difesa dell'ambiente e di contrasto alla crisi climatica, i programmi d'inclusione sociale e di lotta alle discriminazioni, il sostegno ai diritti dei popoli indigeni e tradizionali, la difesa del diritto a emigrare. 

## Struttura organizzativa
ISCOS è organizzato in un sistema a rete, con una struttura nazionale con sede a Roma, con nove strutture regionali indipendenti (Emilia Romagna, Friuli Venezia Giulia, Lazio, Lombardia, Marche, Piemonte, Puglia, Sicilia e Toscana) e con alcune sedi all'estero (attualmente) in Brasile, El Salvador, Marocco, Mozambico e Senegal. 